# Voo West Air Sweden 294
O Voo West Air Sweden 294 foi uma voo cargueiro que se acidentou em 8 de janeiro de 2016, durante um voo entre Oslo e Tromsø, Noruega. Cerca de 20 minutos após a decolagem, foi feito um pedido de Mayday pela tripulação da aeronave. Logo após, foi perdido o contato com a aeronave. A aeronave foi encontrada destruída próxima ao lago Akkajaure, na Suécia. Os dois tripulantes morreram.

## Aeronave

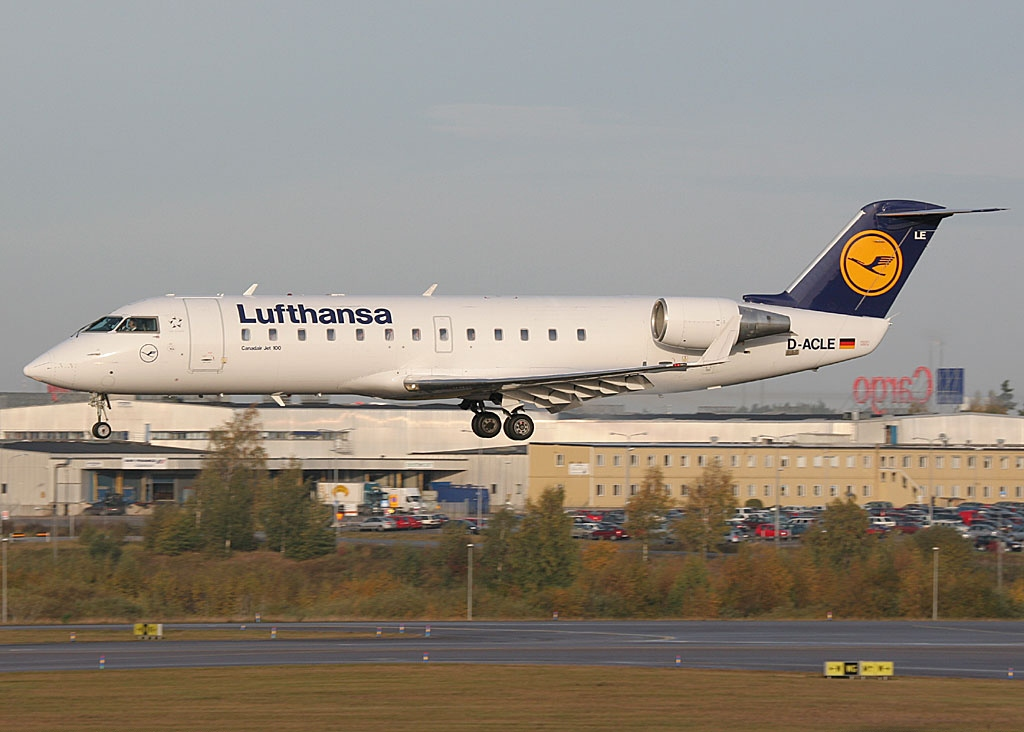
Aeronave envolvida no acidente, ainda em uso comercial pela Lufthansa CityLine.

A aeronave foi construída em 1993 e era operado pela Lufthansa CityLine com o registro D-ACLE até 2006. A aeronave foi então submetida a uma conversão para operar voos cargueiros. A aeronave havia sido operada pela West Air Sweden desde 2007 como SE-DUX. No momento do acidente, ela havia acumulado 38 601 horas de voo com 31 036 ciclos.
O comandante da aeronave era espanhol, tinha 42 anos e 3 173 horas de voo, das quais 2 050 horas no mesmo tipo de aeronave. O primeiro oficial era francês, tinha 34 anos de idade e 3 050 horas de voo, das quais 900 horas no mesmo tipo de aeronave.

## Voo
A aeronave partiu do aeroporto de Oslo Gardermoen as 23:11 (UTC+1) com destino o aeroporto de Tromsø. O avião carregava 4,5 toneladas de cartas. Enquanto a aeronave estava em cruzeiro no nível de voo 330, aproximadamente as 23:31, a aeronave transmitiu um pedido de socorro antes da comunicação e radar de rastreamento serem perdidos pelo controle de tráfego aéreo.
O site de rastreamento de voos Flightradar24 relatou que a aeronave perdeu mais de 20 000 pés de altitude ao longo de um período de 50 segundos, com base nos dados transmitidos pelo transponder da aeronave.

## Buscas
As autoridades norueguesas e suecas enviaram equipes de busca e salvamento, encontrando os destroços as 3:10 (UTC+1). O local do acidente se encontrava a uma altitude de 1000 metros em uma área remota perto do lago Akkajaure, cerca de 10 quilômetros de distância da fronteira norueguesa. Os restos da aeronave foram encontrados espalhados em um círculo de aproximadamente 50 metros de diâmetro, o que foi indicava um impacto em alta velocidade.

## Investigações
A Statens Haverikommission abriu uma investigação para apurar as causas do acidente. Em 9 de janeiro, o gravador de dados foi encontrado fortemente danificado, bem como partes do gravador de voz da cabine. A carcaça do gravador estava intacta, mas a parte em que eram armazenados os dados foi perdida. Em 10 de janeiro, foram encontradas as partes em falta do gravador de voz.